# Apeles (gnóstico)
Pouco se sabe sobre Apeles (metade do século II dC). Ele foi um discípulo de Marcião, provavelmente em Roma, mas deixou os marcionitas (ou foi expulso do seu convívio). Tertuliano nos conta (em sua obra Prescrição contra os heréticos) que isto foi resultado de sua relação com uma mulher chamada Philumena, que alegava estar possuída por um anjo que lhe dava 'revelações' e que Apeles então lia em público.

## Vida e obra
Ele então foi para Alexandria, onde ele desenvolveu sua doutrina, uma forma modificada do marcionismo, que (ainda de acordo com Tertuliano, em sua obra Contra Marcião) admitia que Cristo possuía um corpo verdadeiro, de carne e osso, mas negava a natividade, afirmando que este corpo ele teria "tomado emprestado dos elementos"
Apeles escreveu um livro chamado Eullogismoi, o que - pela palavra escolhida - pode sugerir que Apeles tenha tido a intenção de compará-lo à "Antítese" de Marcião, que colocava em oposição o Antigo e o Novo Testamento. A obra era claramente contra a Lei judaica.
Eusébio de Cesareia relata em História Eclesiástica sobre o confronto de Rodo com Apeles. Segundo Eusébio, Rodo teria dito sobre Apeles:
| “ | Quando eu lhe perguntei, 'Conte-me como é que você sabe ou pode afirmar que existe este "único princípio"', ele me respondeu que as profecias eram contraditórias, pois nada disseram de verdeiro; elas são inconsistentes e falsas e auto-contraditórias. Mas como existe este princípio único, ele disse não saber, mas que tinha sido persuadido. Quando eu o intimei a falar a verdade, ele jurou que já tinha falado quando afirmou que não sabia como existe este Deus único não-nascido, mas que ele simplesmente acreditava nisto. Eu ri e o reprovei, pois apesar de se chamar de professor, ele não sabia como confirmar o que ensinava. | ” |
|   | — História Eclesiástica, Rodo, segundo Eusébio. |   |

Tertuliano (em De Carne Christi) menciona ainda que a seita acreditava que a carne foi construída para seduzir as almas por um certo 'príncipe de fogo do mal', o que é bastante similar aos ensinamentos dos gnósticos Basilides e Valentim.
Os seus seguidores, os "apelíacos" ou "apeliastas" são também pouco conhecidos. Tertuliano escreveu um tratado sobre eles que não sobreviveu. Ambrósio de Milão, no século IV dc, dirigiu alguns comentários contra a seita em sua obra Sobre o Jardim do Éden (De Paradiso), mas se a seita ainda estava ativo ou se ele copiou da obra perdida de Tertuliano, não sabemos.
Ele desapareceu das fontes na segunda metade do século II dC.